# Fünfmänniger Spark
Der Fünfmännige Spark (Spergula pentandra), auch Fünfmänniger Spörgel genannt, ist eine Pflanzenart aus der Gattung Spark (Spergula) innerhalb der Familie der Nelkengewächse (Caryophyllaceae).

## Beschreibung

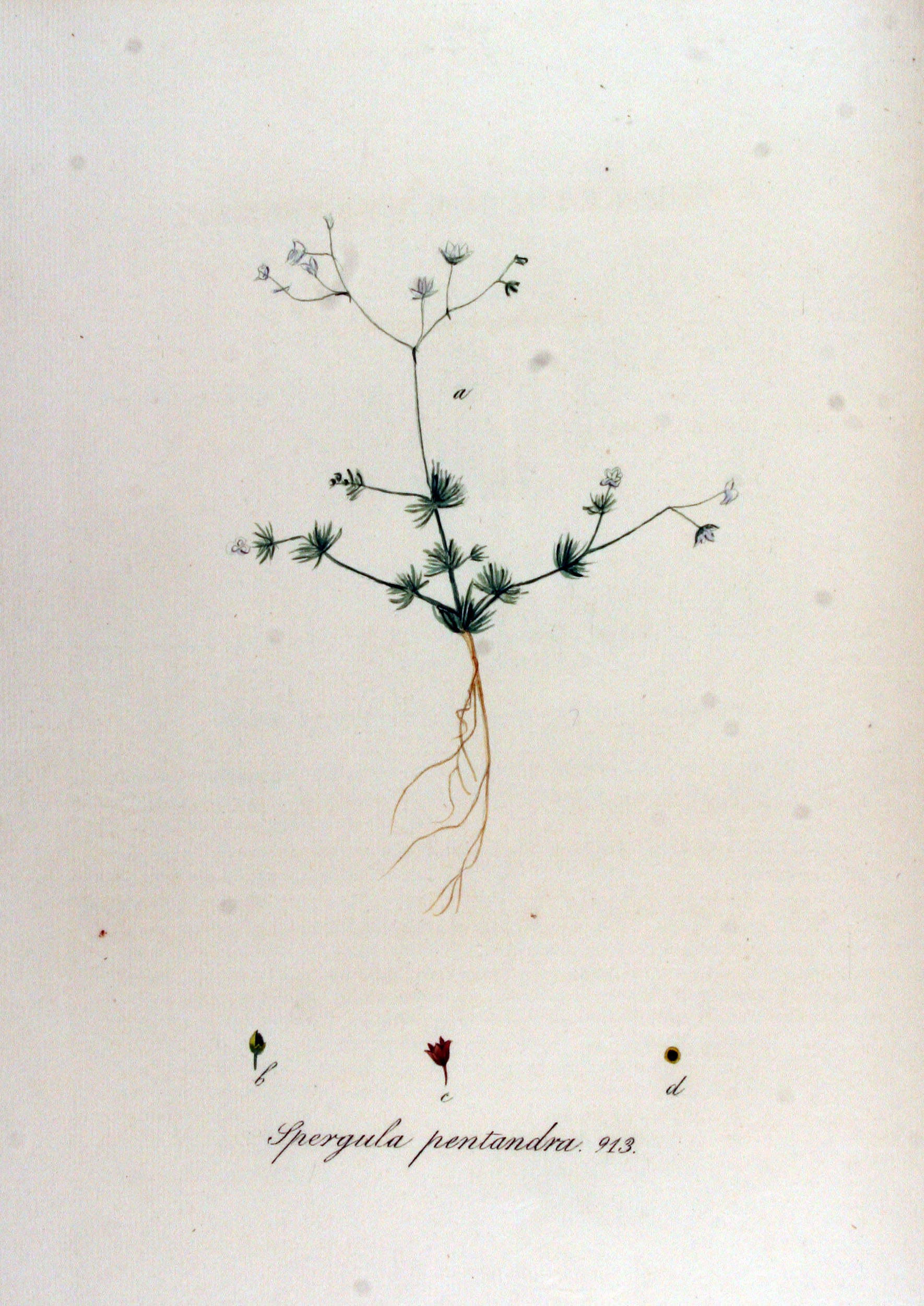
Illustration aus Flora Batava, Volume 12

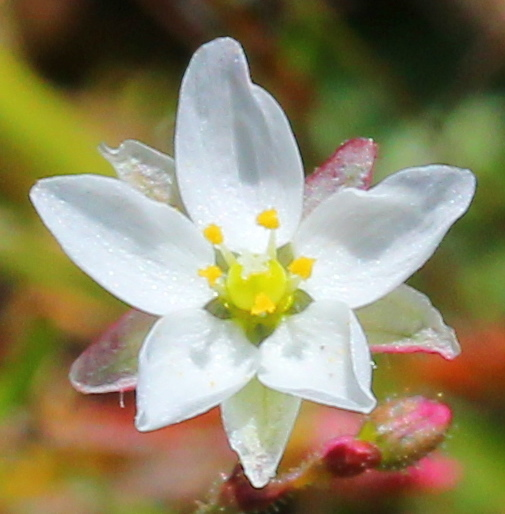
Radiärsymmetrische, fünfzählige Blüte im Detail mit nur einem Kreis mit fünf Staubblättern

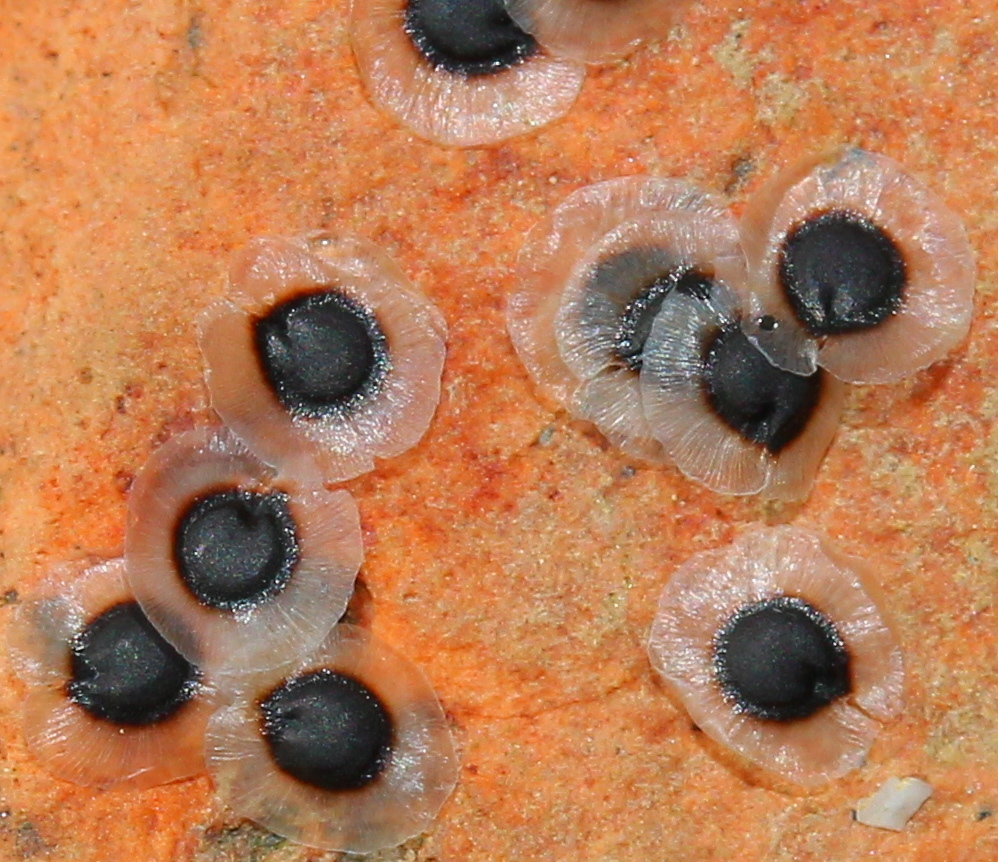
Samen mit Flügelrand

### Erscheinungsbild und Blatt
Der Fünfmännige Spark wächst als einjährige krautige Pflanze und erreicht Wuchshöhen von 5 bis 20 Zentimetern. Der Stängel ist einfach oder von Grund an mit aufsteigenden Zweigen verzweigt. Der Stängel ist kahl oder oben drüsig behaart.
Die gegenständigen und durch Kurztriebe scheinquirlig gebüschelt wirkenden Laubblätter sind kahl. Die einfache Blattspreite ist linealisch-lanzettlich-pfriemlich und besitzen auf der Blattunterseite keine Längsfurche.

### Generative Merkmale
Die Blütezeit liegt im April und Mai. Die Blüten stehen in lockeren, end- oder achselständigen Dichasien. Die Blütenstiele sind kahl oder schwach drüsig behaart, mehrmals länger als die Laubblätter, an ihrem Grund mit kleinen häutigen Tragblättern versehen, nach dem Verblühen herabgeschlagen und später wieder aufgerichtet.
Die zwittrigen Blüten sind radiärsymmetrisch und fünfzählig mit doppelter Blütenhülle. Die fünf Kelchblätter sind eiförmig und krautig mit schmalem Hautrand. Die weißen Kronblätter sind lanzettlich, spitzlich und decken sich nicht gegenseitig und sind meist länger als die Kelchblätter. Es ist nur ein Kreis mit fünf Staubblättern vorhanden. Die Staubblätter sind meist länger als die Kelchblätter. Der Fruchtknoten ist kugelig und trägt fünf kurze Griffel.
Die Kapselfrucht ist eiförmig-kugelig und öffnet sich mit fünf breiten, fast bis zum Grund getrennten, vor den Kelchblättern stehenden Fruchtklappen. Die glatten Samen sind bei einem Durchmesser von etwa 2,5 Millimetern linsenförmig und mit einem Flügelrand versehen. Der 0,5 bis 0,8 Millimeter breite, rein-weiße Flügelrand ist etwa so breit wie das Mittelfeld.

### Chromosomenzahl
Die Chromosomenzahl beträgt 2n = 18.

## Ähnliche Arten
Der ähnliche Frühlings-Spark (Spergula morisonii) besitzt meist zehn Staubblätter und hat abgerundete Kronblätter.

## Vorkommen
Spergula pentandra ist in West- und Mitteleuropa, auf dem Balkan, im Mittelmeerraum sowie in Nordafrika von Marokko bis Tunesien verbreitet. Er ist ein mediterran-submediterranes Florenelement. Es gibt Fundortangaben von Spanien bis Polen, Rumänien und bis zur Türkei.
In Österreich kommt der Fünfmännige Spark sehr selten vor und ist „vom Aussterben bedroht“. In Belgien ist er „ausgestorben“. In der Schweiz fehlt der Fünfmännige Spark. Der Fünfmännige Spark ist in Deutschland selten anzutreffen, so etwa in Ost-Holstein, Mecklenburg, Brandenburg, im Thüringer Becken, im nördlichen Oberrheingebiet und in der Pfalz.
Der Fünfmännige Spark wächst in offenen Sand- und Steingrusrasen, auf Felsköpfen und in Dünen. Er gedeiht am besten auf sommertrockenen, mageren, basenreichen, kalkarmen, humus- und feinerdearmen Sand- und Steingrusböden. Der Fünfmännige Spark ist in Mitteleuropa eine Charakterart des Gageo saxatilis-Veronicetum dillenii aus dem Verband Sedo-Veronicion, kommt aber wenn auch seltener in Pflanzengesellschaften des Verbands Thero-Airion vor. In Südeuropa ist er eine Charakterart der Ordnung Helianthemetalia guttati.

## Taxonomie
Die Erstveröffentlichung von Spergula pentandra erfolgte 1753 in Species Plantarum, Tomus I, Seite 440.